# Evropská silnice E6
Evropská silnice E6 je evropská silnice 1. třídy vedoucí po jihozápadním pobřeží Švédska a pak celým Norskem. Začíná v Trelleborgu v jižním cípu Švédska a končí v norském Kirkenesu nedaleko hranice s Ruskem. Celá trasa měří 3140 kilometrů. Je to jeden ze dvou úseků evropských silnic, jemuž bylo ponecháno číslo podle starého systému číslování (druhým je E4).
Původní trasa E6 vedla z Říma, podle nového číslování (od 80. let) je značena jako E35 (do Boloně), pak E45 (do Norimberka, mezi Innsbruckem a Mnichovem E533), pak E51 (do Berlína) a pak E251 (do Sassnitz). Téměř celý úsek E6 přes Skandinávii byl nově očíslován jako E47 (z Helsingborgu) až do Olderfjordu (nejsevernější bod trasy), zbylým 460 km do Kirkenes zůstalo číslo E6, což odpovídalo novému systému, kde sudá čísla jsou vyhrazena rovnoběžkově vedeným trasám a lichá poledníkovým. Švédsko a Norsko však s přečíslováním nesouhlasily a změnu neaplikovaly, s poukazem na neúměrně vysoké náklady na výměnu veškerého dopravního značení (stejně jako u E4). Po vyjednávání tak bylo roku 1992 toto přečíslování zrušeno a silnici bylo vráceno číslo E6.

## Trasa
- Švédsko
  - přívoz Trelleborg – Malmö (E22, E65, začátek peáže E20) – Helsingborg (E4, E47) – Halmstad – Göteborg (E45, konec peáže E20) – Svinesund

- Norsko
  - Halden – Sarpsborg – Moss – Vinterbro (E18, E134) – Oslo (E16, E18) – Hamar – Lillehammer – Dombås (E136) – Oppdal – Melhus – Trondheim (E39) – Stjørdal (E14) – Steinkjer – Grong – Mosjøen – Mo i Rana (E12) – Saltdal – Fauske – Hamarøy – Narvik – Bjerkvik (E10) – Setermoen – Nordkjosbotn (začátek peáže E8) – Skibotn (konec peáže E8) – Alta (E45) – Olderfjord (E69) – Lakselv – Karasjok – Tana bru (peáž E75) – Nesseby – Hesseng (E105) – Kirkenes

## Galerie

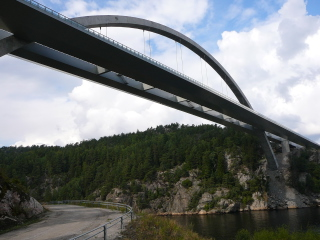
Svinesundský most na hranici mezi Švédskem a Norskem
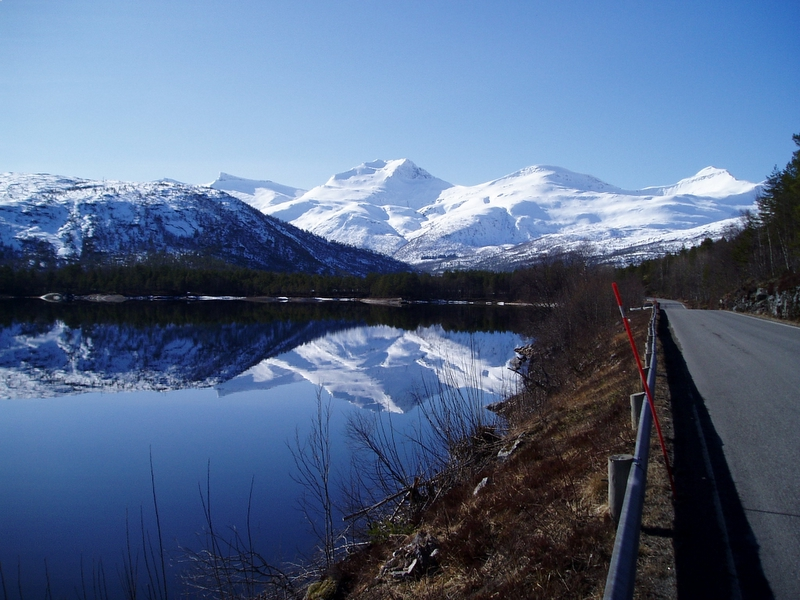
E6 jižně od Narviku
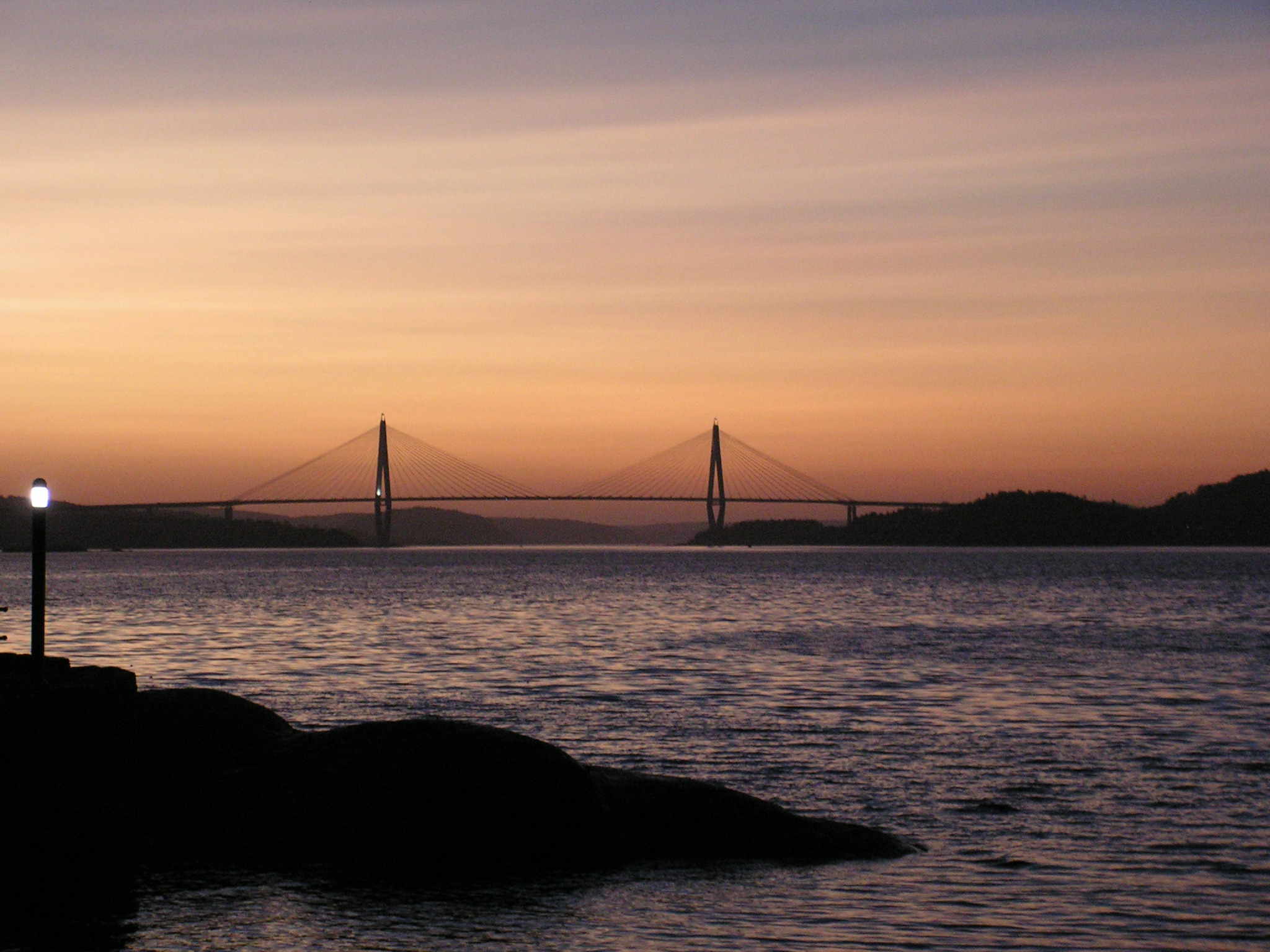
Uddevallský most
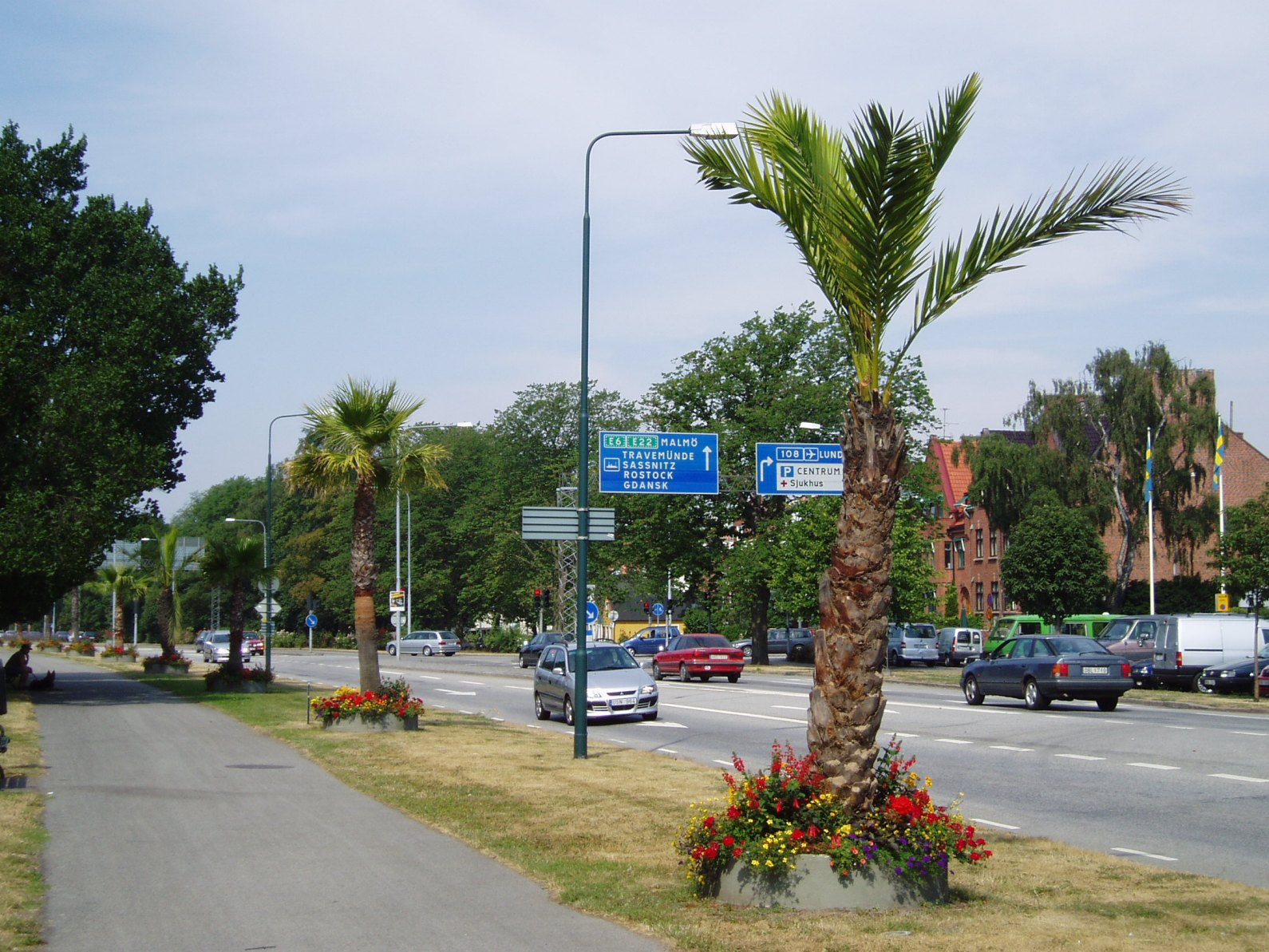
Počátek E6 v Trelleborgu
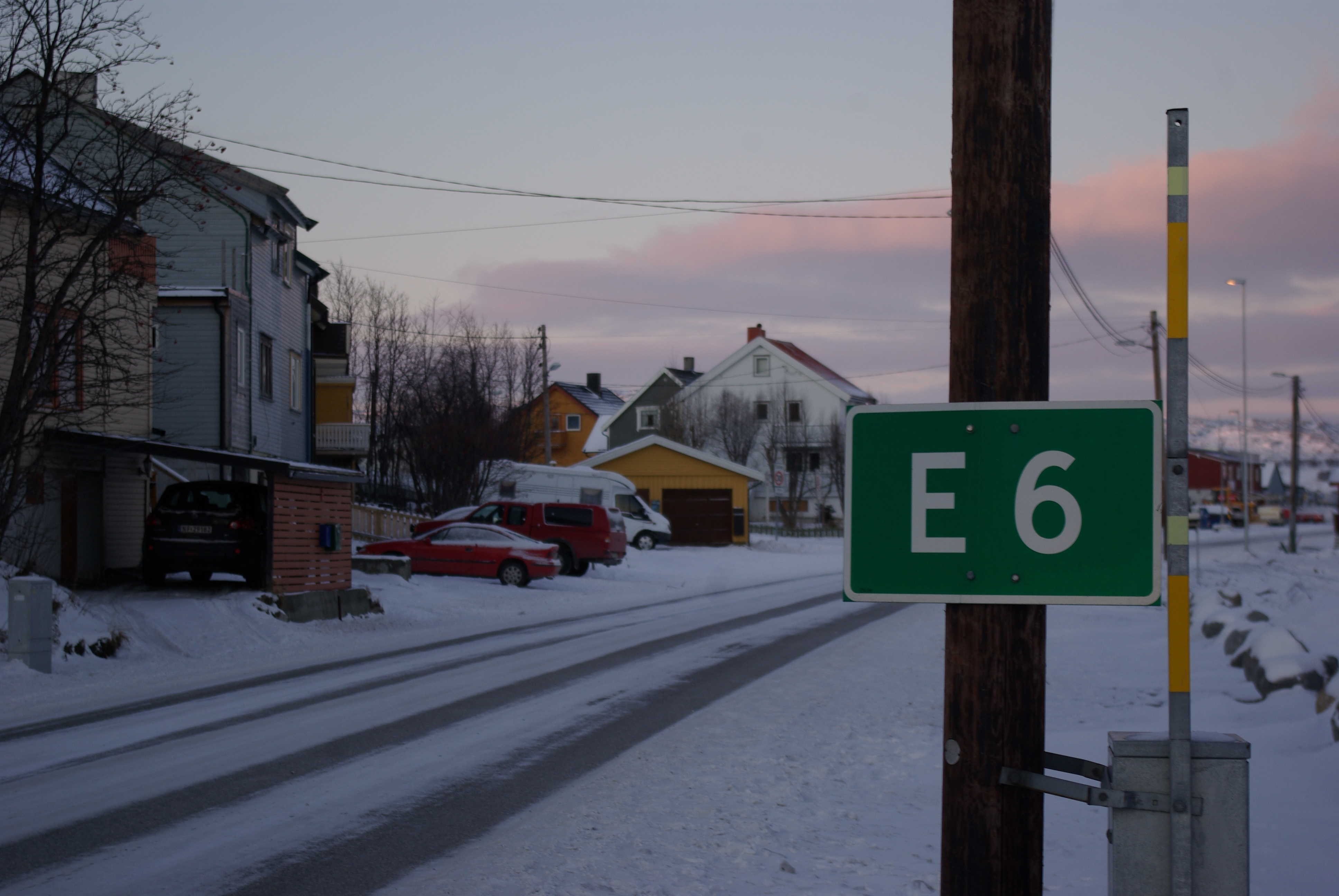
Konec E6 v Kirkenesu